# كلية المجتمع بالمجمعة
نشأت كلية المجتمع بالمجمعة عام 1425هـ، وتعد حاليا إحدى كليات جامعة المجمعة، التي تقع في محافظة المجمعة (وهي إحدى محافظات شمال الرياض) في المملكة العربية السعودية. وتضم الكلية ثلاثة تخصصات أكاديمية هي: اللغة الإنجليزية، والمحاسبة، والحاسب الآلي.

## البرامج الأكاديمية
تقدم الكلية نوعين من البرامج الأكاديمية هما: البرنامج الانتقالي والبرنامج التأهيلي.

### البرنامج الانتقالي
البرنامج الانتقالي هو برنامج لا ينتهي بدرجة علمية وإنما يؤهل الطالب الذي يدرس به للالتحاق بالجامعة بعد أن يُنهي البرنامج بنجاح وفق المعايير التي تقترحها الكلية بالتنسيق مع الكليات المعنية بالتخصصات التي يرغب الطلاب استكمال دراستهم الجامعية فيها. ويطرح هذا البرنامج التخصصات التي يقترحها مجلس الكلية ويقرها مجلس الجامعة، حيث يتم الإشراف على الطالب ومتابعة تقدمه الدراسي عن كثب من أولى خطوات التحاقه بهذا البرنامج وعبر مختلف مراحل الدراسة، هذا وفي حالة تأكد الكلية من قصور الطالب عن تحقيق المتطلبات الرئيسة المترتب عليها انتقاله إلى الجامعة، يتم توجيهه إلى البرنامج التأهيلي وفق الضوابط المناسبة التي يراها مجلس الكلية.

### البرنامج التأهيلي
وهو برنامج ينتهي بمنح الطالب درجة المشارك Associate Degree))، وهي تعادل (دبلوم الكليات المتوسطة) ويطرح وفق هذا البرنامج التخصصات التطبيقية التي توضح المؤشرات على وجود احتياج لخريجيها من سوق العمل ويتم اقتراحها من مجلس الكلية ويقرها مجلس الجامعة.

## وصلات خارجية
- البوابة الإلكترونية لجامعة المجمعة
- البوابة الإلكترونية لكلية المجتمع بالمجمعة
- البوابة الإلكترونية لمحافظة المجمعة نسخة محفوظة 4 مارس 2016 على موقع واي باك مشين.
- البوابة الإلكترونية لبلدية المجمعة